# Salut 1
Salut 1 – pierwsza stacja kosmiczna, jaka znalazła się na orbicie okołoziemskiej. Należała do serii stacji wyniesionych w ramach radzieckiego programu Salut. Pierwotna nazwa stacji brzmiała Zarja (ros. zorza) i taka też wymalowana była na kadłubie (na kilka dni przed startem domalowano nazwę programu - Салют).
Stacja została wystrzelona rakietą Proton K z kosmodromu Bajkonur 19 kwietnia 1971 o godz. 01:40 UTC. Trafiła na orbitę o początkowych parametrach : perygeum 200 km, apogeum 222 km, jedno okrążenie Ziemi 88,5 min, nachylenie 51,6°. Baza została wysłana bez załogi i nie była przystosowana do powrotu na Ziemię.

## Specyfikacja[2]
- Długość – 15,8 m
- Maksymalna średnica – 4,15 m
- Objętość wnętrza – 90 m³
- Masa startowa – 18 900 kg
- Wyniesiona przez rakietę – Proton K (trzy stopnie)
- Przekątna baterii słonecznych – około 10 m
- Powierzchnia baterii słonecznych – 28 m²
- Liczba baterii słonecznych – 4
- Liczba portów dokujących – 1
- Łączna liczba misji – 2
- Łączna liczba długoterminowych misji – 1

## Budowa i wyposażenie
W stacji było zainstalowanych około 1300 różnorodnych urządzeń, a aparatura naukowa i pomiarowa miała masę około 1200 kg. W jej ścianach znajdowało się 27 iluminatorów. Baza składała się z następujących części: urządzenia cumowniczego z wewnętrznym lukiem przejściowym, części przejściowej o średnicy 2 m i długości 3 m, części roboczej i części przyrządowej (część przejściowa i robocza miały szczelne wnętrza). W części przejściowej znajdowały się niektóre przyrządy naukowe i fotograficzne, w tym wewnętrzne elementy teleskopu „Orion”.
Na zewnętrznej stronie części przejściowej umieszczone były:
- zewnętrzne części teleskopu „Orion”,
- dwie płyty z fotoogniwami,
- antena naprowadzająca aparatury radiowej,
- światła orientacyjne,
- jedna kamera telewizyjna,
- płyty z urządzeniami regulującymi temperaturę,
- czujniki jonów,
- czujniki uderzeń mikrometeorytów.

Dla zapewnienia właściwej temperatury w przedziale przejściowym był on owinięty folią. Część robocza składała się z dwóch stref cylindrycznych. Strefa przyległa do części przejściowej miała średnicę 2,9 m, długość 3,8 m, następna strefa – średnicę 4,15 m i długość 4,1 m. Obie połączone były częścią stożkową. Przyrządowa część bazy zawierała główny i pomocniczy silnik rakietowy i szereg dysz rakietowych oraz zbiorniki z materiałami pędnymi.

## Załogowe misje na stację Salut 1
22 kwietnia 1971 roku o godzinie 23:54 UTC wystartował Sojuz 10 z załogą złożoną z pilota płka Władimira Szatałowa, kandydata nauk inż. Aleksieja Jelisiejewa i zajmującego się badaniami inż. Nikołaja Rukawisznikowa. Początkowe parametry orbity statku: perygeum 208 km, apogeum 246 km, nachylenie 51,6°, czas okrążenia 89 min. Po trwającym dobę locie Sojuz 10 zacumował do stacji 24 kwietnia o godzinie 01:47. Wspólny lot trwał około 5,5 godziny. Z powodu awarii mechanizmu dokującego nie udało się wejść na pokład bazy. Załoga w dniu 24 kwietnia o godzinie 23:40 wylądowała 120 km na północny zachód od Karagandy.
W dniu 6 czerwca 1971 roku o godzinie 04:55 UTC wystartował Sojuz 11 z załogą: dowódca ppłk Gieorgij Dobrowolski, inż. pokładowy Władisław Wołkow oraz kosmonauta badacz, inż. Wiktor Pacajew. Parametry orbity (o godzinie 10:50): perygeum 185 km, apogeum 217 km, nachylenie 51°,6 oraz czas okrążenia 88,3 min. W dniu 7 czerwca podczas 797 okrążenia Ziemi przez bazę zrealizowany został manewr połączenia Saluta 1 z Sojuzem 11. O godzinie 07:45 (podczas 801 okrążenia) kosmonauci przeszli do wnętrza stacji, gdzie spędzili 23 dni. Zaplanowany na 29 czerwca powrót zakończył się katastrofą – w wyniku awarii systemu wyrównywania ciśnienia lądownika Sojuza 11 cała załoga zginęła podczas wejścia w atmosferę. Z powodu tego tragicznego wypadku, następny lot załogowy na stację został anulowany.
Na stacji Salut 1 przeprowadzano badania astrofizyczne w obserwatorium Orion, badano promieniowanie kosmiczne uwięzione w 
pasach Van Allena, wykonywano obserwacje meteorologiczne, poszukiwano surowców naturalnych na Ziemi oraz zbierano doświadczenia związane z długotrwałym przebywaniem ludzi w przestrzeni kosmicznej.
Salut 1 spłonął w atmosferze ziemskiej 11 października 1971.